# クリスティアン・ペツォールト
クリスティアン・ペツォールト（Christian Petzold, 1677年 ケーニヒシュタイン（現ザクセン州） - 1733年7月2日 ドレスデン）は、ドイツ盛期バロック音楽のオルガニスト・作曲家。姓は Pezold とも綴られる。ドイツ語の発音をより正確にカナ表記すれば「ペツォルト」が近い。ドレスデンにて、1703年よりゾフィー教会のオルガン奏者と、1709年より宮廷室内楽団奏者として勤務した。
鍵盤楽器のためにさまざまな小品を残したが、中でもヨハン・ゼバスティアン・バッハが《アンナ・マクダレーナ・バッハのための音楽帖》に名前を伏せて記入した、2つのト調のメヌエット（BWV Anh.II/114およびAnh.II/115）が有名である。これらは従来バッハの作品と伝えられてきたが、音楽学者のハンス＝ヨアヒム・シュルツェらによって、近年ペツォールト作であると修正された。ちなみに前者がト長調、後者がト短調のメヌエットであり、そのままBGMやイージーリスニングとして、ないしは編曲されて「ラヴァーズ・コンチェルト」という名のポップスとして親しまれているのは、いずれの場合もト長調のメヌエットである。
クリスティアンは、ヨハン・マッテゾンから、当時の最も有名なオルガン奏者のひとりに数えられており、門下にカール・ハインリヒ・グラウンがいる。現在クリスティアンの作品として受容されている楽曲はほとんどなく、前述のメヌエットを除けば、カンタータ1曲と超絶技巧を凝らしたチェンバロ協奏曲がある程度である。

## 文献
- Härtwig, Dieter. "Christian Pezold（Petzold）", Grove Music Online, ed. L. Macy
- Moritz Fürstenau (1887). "Petzold, Christian". Allgemeine Deutsche Biographie (ドイツ語). Vol. 25. Leipzig: Duncker & Humblot. p. 551.